# Liste der Biografien/Via
Liste der Biografien |
Portal Biografien |
Personensuche
# |
A |
B |
C |
D |
E |
F |
G |
H |
I |
J |
K |
L |
M |
N |
O |
P |
Q |
R |
S |
T |
U |
V |
W |
X |
Y |
Z |
?
 
Va |
Vd |
Ve |
Vh |
Vi |
Vj |
Vl |
Vn |
Vo |
Vr |
Vs |
Vt |
Vu |
Vy
 
Via |
Vib |
Vic |
Vid |
Vie |
Vif |
Vig |
Vih |
Vii |
Vij |
Vik |
Vil |
Vim |
Vin |
Vio |
Vip |
Viq |
Vir |
Vis |
Vit |
Viu |
Viv |
Vix |
Viy |
Viz
Die Liste der Biografien führt alle Personen auf, die in der deutschsprachigen Wikipedia einen Artikel haben. Dieses ist eine Teilliste mit 126 Einträgen von Personen, deren Namen mit den Buchstaben „Via“ beginnt.

## Via
- Vía Dufresne, Begoña (* 1971), spanische Seglerin
- Vía Dufresne, Natalia (* 1973), spanische Seglerin
- Via, Dennis L. (* 1958), US-amerikanischer Offizier, General der US-Army
- Via, Elizabeth Jane (* 1948), US-amerikanische römisch-katholische Theologin
- Via, Jacques de († 1317), Kardinal der Römischen Kirche

### Viac
- Viacava, Juan (* 1999), uruguayischer Fußballspieler

### Viad
- Viadana, Lodovico Grossi da († 1627), italienischer Komponist des Frühbarock
- Viader i Moliné, Josep (1917–2012), katalanischer Komponist, Dirigent, Instrumentalist und Musikpädagoge
- Viadère, Ben (* 2005), französischer Fußballspieler

### Viaf
- Viáfara, Walter (* 1992), kolumbianischer Stabhochspringer

### Vial
- Vial Correa, Juan de Dios (1925–2020), chilenischer Mediziner
- Vial Risopatrón, Manuel Camilo (* 1935), chilenischer Geistlicher und römisch-katholischer Bischof von Temuco
- Vial, Dennis (* 1969), kanadischer Eishockeyspieler
- Vial, Eugène (1863–1942), französischer Lokalhistoriker
- Vial, Félix de (1864–1949), französischer General, Commandement de la Subdivision de Mayence
- Vial, Gérard (* 1941), Schweizer Automobilrennfahrer
- Vial, Honoré (1766–1813), französischer General der Infanterie
- Vial, Julio (1933–2016), chilenischer Fußballspieler
- Vial, Laurent (* 1959), Schweizer Radrennfahrer
- Vial, Octavio (1919–1989), mexikanischer Fußballspieler und Trainer
- Vial, Patrick (* 1946), französischer Judoka
- Vial, Paul (1855–1917), französischer katholischer Missionar
- Vial, Tomás (* 2004), chilenischer Sprinter
- Viala, Joseph Agricol (1780–1793), französischer Nationalgardist
- Vialar, Émilie de (1797–1856), französische Ordensschwester, Ordensgründerin und HeiligeÉmilie de Vialar (1797–1856)

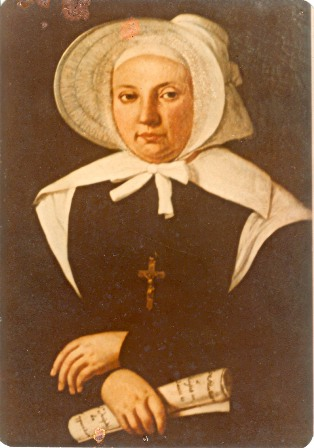
Émilie de Vialar (1797–1856)

- Vialar, Paul (1898–1996), französischer Schriftsteller
- Vialatoux, Joseph (1880–1970), französischer Philosoph
- Vialatte, Alexandre (1901–1971), französischer Schriftsteller
- Viale Prelà, Benedetto (1796–1874), französischer Mediziner
- Viale, Gene (* 1946), US-amerikanischer Gospelsänger
- Viale, Jean (1905–1960), französischer Autorennfahrer
- Viale, Jean-Louis (1933–1984), französischer Jazzmusiker
- Viale, Leone (1851–1918), italienischer Vizeadmiral und Politiker
- Viale, Salvatore (1787–1861), korsischer Richter und Autor
- Viale, Vittorio (1891–1977), italienischer Kunsthistoriker
- Viale-Prelà, Michele (1798–1860), italienischer römisch-katholischer Erzbischof und Nuntius
- Viali, Tonino (* 1960), italienischer Mittelstreckenläufer
- Vialle, Béatrice (* 1961), französische Fliegerin
- Vialleron, Roger (1926–2016), französischer Fußballspieler
- Viallet, François-Albert (1908–1977), französischer Philosoph, Autor, Kenner des Zen mit deutsch-österreichischen Wurzeln
- Vialli, Gianluca (1964–2023), italienischer FußballspielerGianluca Vialli (1964–2023)

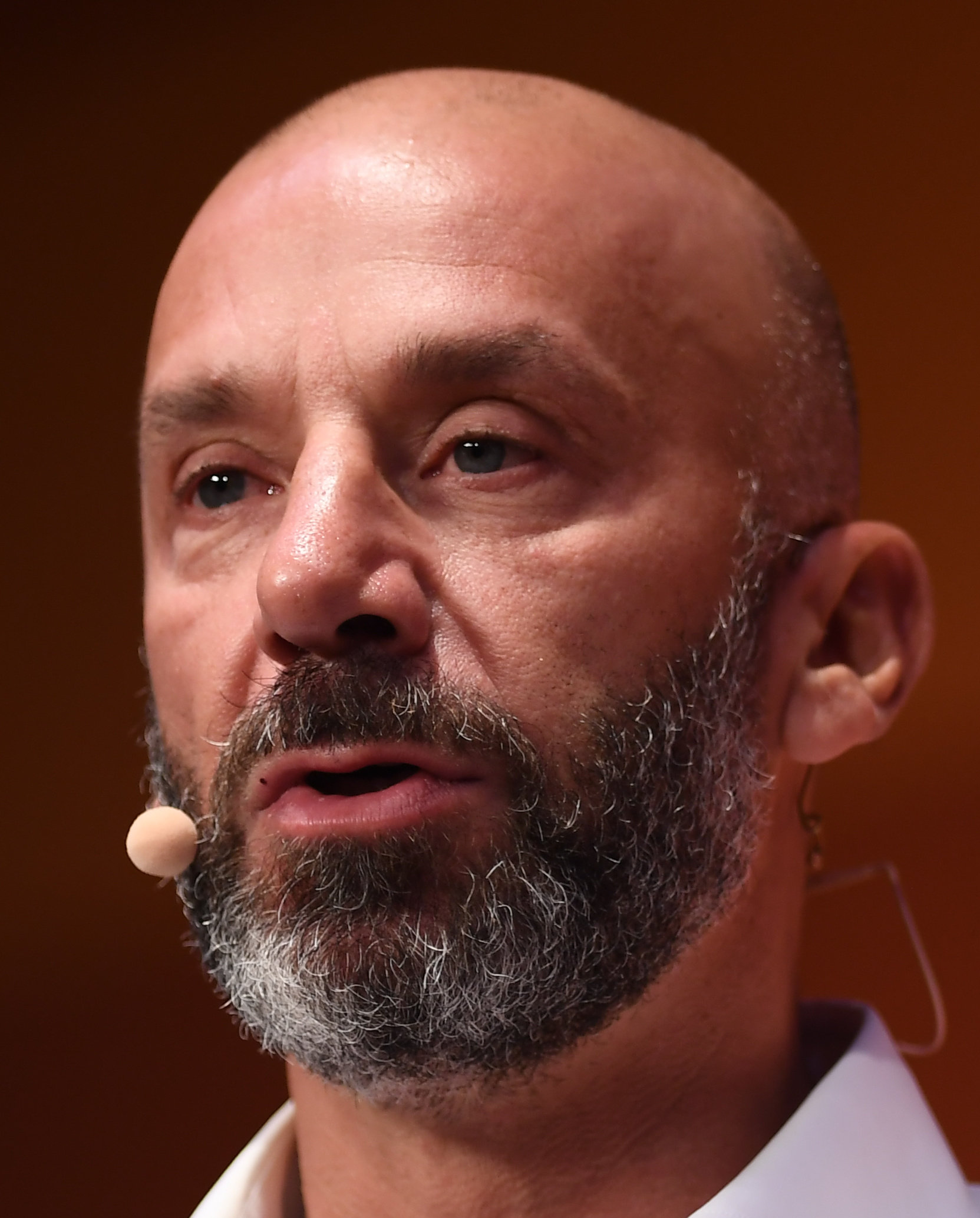
Gianluca Vialli (1964–2023)

- Vialon, Friedrich Karl (1905–1990), deutscher Jurist und Staatssekretär
- Vialon, Jutta (1917–2004), deutsche Fotografin

### Vian
- Vian Morales, Óscar Julio (1947–2018), guatemaltekischer Ordensgeistlicher und römisch-katholischer Erzbischof von Santiago de Guatemala
- Vian, Boris (1920–1959), französischer Schriftsteller, Ingenieur, Jazztrompeter, Chansonnier, Schauspieler und Übersetzer
- Vian, Francis (1917–2008), französischer Gräzist
- Vian, Giovanni Maria (* 1952), italienischer Kirchenhistoriker und Journalist
- Vian, Itamar Navildo (* 1941), brasilianischer Geistlicher, emeritierter Erzbischof von Feira de Santana
- Vian, Nello (1907–2000), italienischer Bibliothekar und Kirchenhistoriker
- Vian, Philip (1894–1968), britischer FlottenadmiralPhilip Vian (1894–1968)

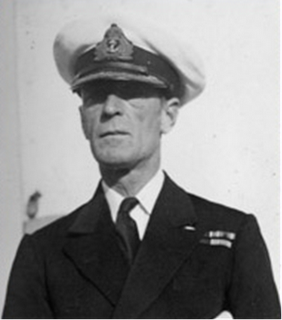
Philip Vian (1894–1968)

- Vian, Roberto (* 1965), italienischer Comiczeichner
- Viana Mendonça, Antonio Manuel (* 1982), angolanischer Fußballspieler
- Viana Porto, Angélica (1881–1938), portugiesische feministische und republikanische Aktivistin
- Viana, Agustín (* 1983), uruguayischer Fußballspieler
- Viana, Andersen (* 1962), brasilianischer Komponist
- Viana, Aniceto dos Reis Gonçalves (1840–1914), portugiesischer Romanist, Lusitanist, Phonetiker und Lexikograf
- Viana, Arthur (* 2004), brasilianischer Fußballspieler
- Viana, Bruno (* 1995), brasilianischer Fußballspieler
- Viana, Cesário Augusto de Almeida, portugiesischer Gouverneur
- Viana, Diego (* 1983), brasilianischer Fußballspieler
- Viana, Eduardo (1881–1967), portugiesischer Maler
- Viana, Fernando (* 1992), brasilianischer Fußballspieler
- Viana, Francisco (* 1999), brasilianischer Hürdenläufer
- Viana, General (1913–1958), uruguayischer Fußballspieler
- Viana, Henrique (1936–2007), portugiesischer Schauspieler
- Viana, Hugo (* 1983), portugiesischer Fußballspieler
- Viana, João (* 1966), portugiesischer Filmregisseur
- Viana, José Joaquín de (1718–1773), spanischer Politiker
- Viana, Letticia (* 1985), eswatinische Fußballschiedsrichterin
- Viana, Marcelo (* 1962), brasilianischer Mathematiker
- Viana, Marins Alves de Araújo (1909–1972), brasilianischer Fußballspieler
- Viana, Nildo (* 1965), brasilianischer Soziologe und Philosoph
- Viana, Samantha (* 1982), deutsche SchauspielerinSamantha Viana (* 1982)

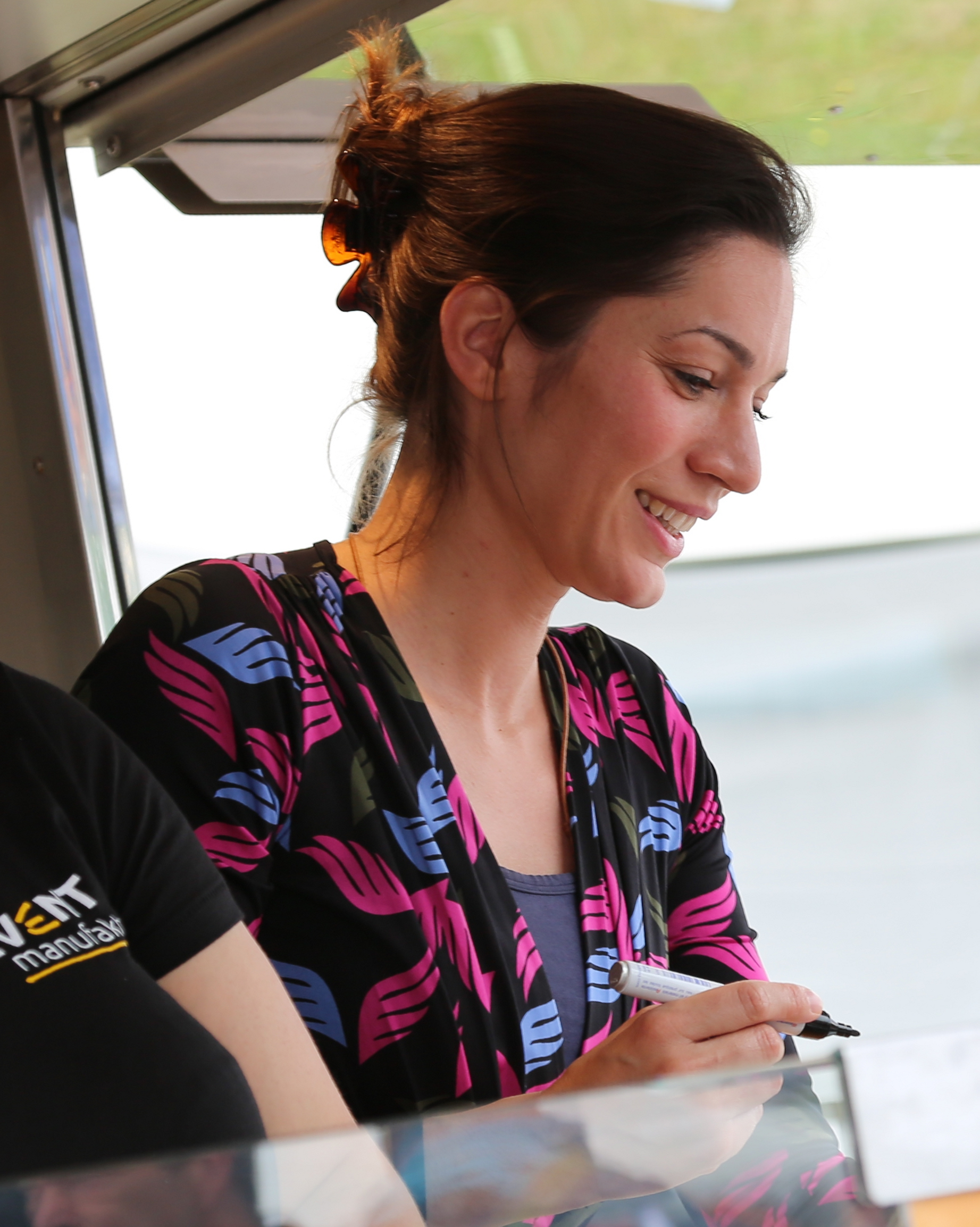
Samantha Viana (* 1982)

- Viana, Sandro (* 1977), brasilianischer Sprinter
- Viana, Tião (* 1961), brasilianischer Politiker (Arbeiterpartei)
- Viana, Vítor (1881–1937), brasilianischer Journalist, Schriftsteller und Historiker
- Viana, Wanderson Costa (* 1994), brasilianischer Fußballspieler
- Vianden, Henry (1814–1899), deutschamerikanischer Maler, Lithograf und Kupferstecher
- Vianden, Lina (* 2002), deutsche Fußballspielerin
- Vianelli, Pierfranco (* 1946), italienischer Radsportler
- Vianello, Edoardo (* 1938), italienischer Cantautore, Musikproduzent und Schauspieler
- Vianello, Guido (* 1994), italienischer Boxer
- Vianello, Luigi (1862–1907), italienischer Bauingenieur
- Vianello, Raimondo (1922–2010), italienischer Schauspieler und Fernsehmoderator
- Vianen, Gerard (1944–2014), niederländischer Radrennfahrer
- Vianen, Paulus van († 1613), niederländischer Goldschmied und Medailleur
- Vianey, Michel (1930–2008), französischer Schriftsteller und Filmregisseur
- Viani, Alberto (1906–1989), italienischer Bildhauer
- Viani, Antonio Maria († 1629), italienischer Maler, Architekt und Szenograph
- Viani, Fernando (* 1969), argentinischer Konzertpianist und Klavierlehrer
- Vianna da Motta, José (1868–1948), portugiesischer Pianist, Komponist und Dirigent
- Vianna, Aliéksey (* 1975), brasilianischer Musiker (Gitarre, Komposition)
- Vianna, Antônio Mendes (1908–1976), brasilianischer Diplomat
- Vianna, Gil (1965–2020), brasilianischer Politiker und Polizist
- Viannay, Hélène (1917–2006), französische Widerstandskämpferin
- Vianney (* 1991), französischer Musiker und Liedermacher
- Vianney, Jean-Marie (1786–1859), französischer katholischer Priester, Heiliger
- Viano, Claude, monegassischer Radrennfahrer
- Viano, Emilio C. (* 1942), US-amerikanischer Kriminologe und Hochschullehrer
- Viano, Richardson (* 2002), haitianisch-französischer Skirennläufer
- Vianoli, Alessandro Maria, venezianischer Historiker
- Vianu, Tudor (1898–1964), rumänischer Schriftsteller, Diplomat, Germanist, Romanist, Rumänist und Komparatist
- Vianzino, Giulio, italienischer Radrennfahrer

### Viar
- Viard, Anne-Laure (* 1981), französische Kanutin
- Viard, Arnaud (* 1965), französischer Filmschauspieler, Regisseur, Filmproduzent und Drehbuchautor
- Viard, Gustav (1881–1968), estnischer Militär
- Viard, Hélène (1948–2005), französische Filmeditorin
- Viard, Justin, haitianischer Diplomat
- Viard, Karin (* 1966), französische SchauspielerinKarin Viard (* 1966)

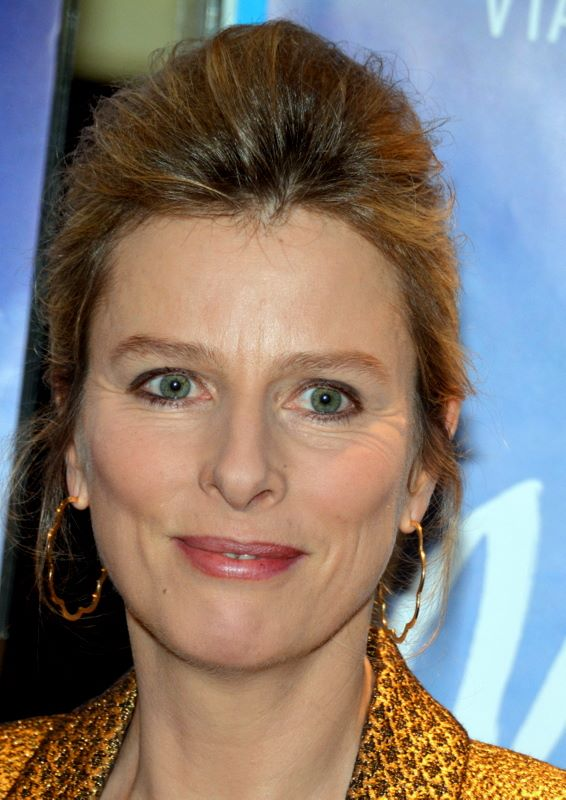
Karin Viard (* 1966)

- Viard, Virginie (* 1962), französische Kostüm- und Modedesignerin
- Viardot-García, Pauline (1821–1910), französische Opernsängerin (Mezzosopran), Gesangspädagogin und Künstlerin
- Viart, Léon (* 1879), französischer Turner
- Viart, Saily (* 1995), kubanische Kugelstoßerin

### Vias
- Vias, Wilfred (1929–2022), malaysischer Hockeyspieler

### Viat
- Viatis, Bartholomäus (1538–1624), Nürnberger Kaufmann und Patrizier
- Viator, spätantiker Politiker und Konsul (495)
- Viator, Casey (1951–2013), US-amerikanischer Bodybuilder
- Viatorinus, römischer Militärangehöriger
- Viatri, Lucas (* 1987), argentinischer Fußballspieler
- Viatte, Auguste (1901–1993), französischer Romanist Schweizer Herkunft, der in Kanada, Frankreich und der Schweiz als Hochschullehrer wirkte

### Viau
- Viau, Albert (1910–2001), kanadischer Sänger (Bariton), Komponist und Musikpädagoge
- Viau, George (1855–1939), französischer Zahnarzt, Kunstsammler und Mäzen
- Viau, Théophile de (1590–1626), französischer Schriftsteller
- Viaud, Michel (1940–2001), französischer Ruderer
- Viaux, Pierre (* 1945), französischer Diplomat und Mittelstreckenläufer

### Viaz
- Viazovska, Maryna (* 1984), ukrainische MathematikerinMaryna Viazovska (* 1984)

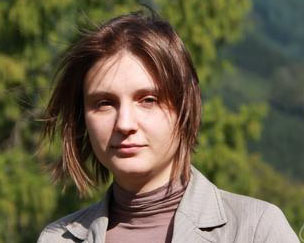
Maryna Viazovska (* 1984)